# 무쉬러우
무쉬러우(중국어 간체자: 木须肉, 정체자: 木須肉, 병음: mù xū ròu, 한자음: 목수육)는 중국 산둥 및 베이징 지역의 돼지고기 요리이다. 돼지고기를 달걀과 목이, 채소와 함께 볶아 낸다. 산둥에서는 죽순을, 베이징에서는 황화채를 쓰며, 평소에 집에서 만들 때는 죽순이나 황화채 대신 오이를 쓰기도 한다.
미국식 중국 요리 버전인 무슈 포크(영어: moo shu pork)는 춘빙에 싸먹는다.